# Smart Shopper
Smart Shopper (deutsch „schlauer Käufer“) ist der Scheinanglizismus im Handel für Kunden, die maximale Produktqualität/Dienstleistungsqualität zu minimalem Preis nachfragen.

## Allgemeines
„Smart Shopper“ ist ein Scheinanglizismus, denn der Smartshop ist im englischsprachigen Raum ein Laden, der weiche Drogen verkauft. Die Betonung liegt deshalb auf „Shopper“ als Lehnwort aus dem „Shopping“ für den Einkaufsbummel.
Es gibt drei verschiedene Kategorien von Konsumenten, die Qualitätskäufer, die Schnäppchenjäger und die Smart Shopper. Die Qualitätskäufer können es sich leisten, für ihre Einkäufe viel Geld auszugeben, während die Schnäppchenjäger sparen müssen und gezielt nach Angeboten (Schnäppchen wie Sonderangebote) suchen, die ohnehin im unteren Preissegment (Billigsortiment) liegen.

## Merkmale
Der Smart Shopper achtet strikt auf das Preis-Leistungs-Verhältnis von Produkten oder Dienstleistungen. Das aktive Informationsverhalten ist eine wesentliche Komponente des Smart Shopping. Smart Shopper verfügen über ein mittleres Einkommen und versuchen, einerseits möglichst preiswert einzukaufen (etwa Lebensmittel beim Discounter), um andererseits Geld für einen Restaurantbesuch zur Verfügung zu haben. Es handelt sich um informierte und qualitätsbewusste Käufer, die zur Vermeidung kognitiver Dissonanzen günstigste Vertragsbedingungen (Liefer- und Zahlungsbedingungen) anstreben. Smart Shopping dient meist der Befriedigung emotionaler Bedürfnisse und ist weniger auf Ersparnisse ausgerichtet.

## Kaufverhalten
Hinsichtlich seines Kaufverhaltens zeichnet sich der Smart Shopper durch folgende Merkmale aus:
- Das Budget wird als begrenzt angesehen, so dass Ausgaben für verschiedene Bereiche (Nahrung, Freizeitaktivitäten) aufeinander abgestimmt werden müssen.
- Einkäufe werden zeitlich und räumlich geplant und sollen schnell und effizient ablaufen. Smart Shopper sind dabei bereit, längere Wege zurückzulegen und während eines Einkaufs auch mehrere Läden aufzusuchen.
- Anschaffungen können auch zurückgestellt werden, um bessere Kaufzeitpunkte abzuwarten (Rabattaktionen).
- Die Loyalität zu Läden (Ladentreue; persönliche Präferenz) oder Marken (Markentreue; sachliche Präferenz) ist weniger stark ausgeprägt und wird stets hinterfragt.

Smart Shopper betonen den Wert von hoher Qualität und streben danach, diese zum besten Marktpreis zu erhalten.